# 무카이하라역
무카이하라역(일본어: 向原駅)은 일본 히로시마현 아키타카타시에 위치한 서일본 여객철도 게이비 선의 철도역이다. 섬식 승강장 1면 2선의 구조를 갖춘 지상역이다.

## 타는 곳
| 1 (역사 측) | ■ 게이비 선 | 상행 | 고타치 · 미요시 방면     |
| 2 (반대 측) | ■ 게이비 선 | 하행 | 시와구치 · 히로시마 방면 |

## 이용 현황
- 2007년도 : 353명

## 역 주변
- 아키타카타 시청 무카이하라 지소

## 인접 역
| 서일본 여객철도 게이비 선 | 서일본 여객철도 게이비 선 | 서일본 여객철도 게이비 선 |
| ------------------------- | ------------------------- | ------------------------- |
| 고타치 미요시 방면        | ■ 쾌속 '미요시 라이너'    | 시와구치 히로시마 방면    |
| 요시다다치 니미 방면      | ■ 보통                    | 이바라이치 히로시마 방면  |